# Chorisoneura elegantula
Chorisoneura elegantula är en kackerlacksart som beskrevs av Morgan Hebard 1926. Chorisoneura elegantula ingår i släktet Chorisoneura och familjen småkackerlackor. Inga underarter finns listade i Catalogue of Life.